# 노진철 (사회학자)
노진철(盧鎭澈, 1955년 ~ )은 대한민국의 사회학자이다. 1990년 빌레펠트 대학교 사회학과에서 박사 학위를 취득하였으며 경북대학교 사회과학대학 학장직을 역임하였다. 주요 분야는 환경사회학과 사회이론, 사회이론 방법론으로, 니클라스 루만의 체계 이론에 대해서 연구하고 있다.
사회 활동으로는 대구 경북 지역에서 환경 운동과 대구 지하철 화재 참사이후 위험소통에 관심을 기울여국가위기관리학회의 회장을 역임하기도 하였으며 세월호 침몰 사고의 반응과 같은 여러 위기 담론에서도 목소리를 내고 있다. 특히 세월호 쪽에선 세월호참사조사특별위원회 총괄 자문교수를 맡고 있으며 대구시민단체연대회의 공동대표로 있다.
또한, 신뢰 담론에서도 목소리를 내고 있으며, 최근 박근혜 대통령 퇴진 운동을 '국가적 신뢰가 상실돼버린 것에 대한 거센 분노의 표시'라고 분석하고, 이에 대한 강력한 항의의 의미라고 규정하고 있다.

## 저서
- 《환경과 사회 : 환경문제에 대한 현대사회의 적응》. 한울아카데미. 2001. ISBN 9788946028524
- 《태안은 살아 있다 - 기름 유출 사고 이후 3년, 다시 쓰는 태안 리포트》. 노진철 , 박진섭 , 위평량 , 이재은 , 박동균 공저. 동녘 2010. ISBN 9788972976387
- 《한국사회의 사회운동》. 김동노 , 노중기, 신진욱, 이승훈, 이정옥, 이혜숙, 조대엽, 홍성태 공저. 다산출판사 ISBN 9788971104170
- 《불확실성 시대의 위험 사회학》. 한울아카데미. 2010. ISBN 9788946052611
- 《불확실성 시대의 신뢰와 불신》. 한울아카데미. 2014. ISBN 9788946057074
- 《환경사회학》. 구도완, 김철규, 박재묵, 양종회, 오수길, 윤순진, 이시재, 전광희 공저. 한상진 공저. 한국환경사회학회. 2015. ISBN 9788946058132.
- 《신자유주의와 세월호 이후 가야 할 나라》. 민주화를위한전국교수협의회(고희선, 김서중, 박상환, 박주민, 배병인, 서영표, 성열관, 송주명, 오동석, 윤영삼, 이도흠, 이종구, 정수영). 2016. ISBN 9791187430063